# Léon Gauchez
Pour les articles homonymes, voir Gauchez et Leroi.
Léon Gauchez, dit aussi Paul Leroi, né Léon Auguste François Michel Gauchez le 13 août 1825 à Bruxelles et mort le 1er juin 1907 à Paris (9e arrondissement), est un marchand, collectionneur, expert, critique d'art et mécène belge.

## Biographie
En tant que critique littéraire, Léon Gauchez utilise divers pseudonymes dont les plus connus sont Paul Leroi et Léon Mancino. Tant les beaux-arts que les arts décoratifs lui sont chers. Il s'est bâti un réseau universel de relations avec des collègues, conservateurs de musée et des artistes dont, entre autres, Gustave Courbet (en 1869-1870) et Camille Claudel.
En 1850, il est président du comité d’organisation de la Fête artistique du 5 janvier 1850 au théâtre de La Monnaie à Bruxelles qui est accompagnée d'une exposition et d'une tombola des œuvres exposées. À partir de 1868, Léon Gauchez est également actif dans le monde des ventes aux enchères d'œuvres d'art et joue un rôle important dans la conception de catalogues de ventes illustrés. De 1875 à 1907, il coédite à Paris une revue hebdomadaire richement illustrée, L'Art, fondée par Eugène Véron avec qui il est lié. Ce périodique est associé à une librairie-galerie parisienne, la Librairie de l'Art, une imprimerie, et diverses associations artistiques, dont la Société des aquafortistes français présidée par Théophile-Narcisse Chauvel.
Il est également collaborateur de la Revue de Belgique et cofondateur en 1898 de l’International Society of Sculptors, Painters and Gravers de Londres.

## Publications
- Revue de Belgique, Bruxelles : [s.n.], 1869-1890 (I-LXVI) ; 1891-1910 (2e s. I-LX) ; 1911-août 1914 [3e s. XLIII-XLVI, n° 15].